# Lot 19
Lot 19 est un canton dans le comté de Prince, Île-du-Prince-Édouard, Canada. Il fait partie de la Paroisse St. David.

## Population
- 1 775 (recensement de 2001)[1]
- 1 888 (recensement de 2006)[1]
- 1 903 (recensement de 2011)[2]

## Communautés
Incorporé :
- Kensington
- Summerside

Non-incorporé :
- Sherbrooke